# Danilo Anđušić
Danilo Anđušić (in serbo Данило Анђушић?; Belgrado, 22 aprile 1991) è un cestista serbo.

## Carriera
Con la Serbia ha disputato i Campionati europei del 2013.

## Palmarès

### Squadra
- Campionato serbo: 1

Partizan Belgrado: 2011-12
- Coppa di Serbia: 1

Partizan Belgrado: 2012
- Lega Adriatica: 1

Partizan Belgrado: 2022-23

### Individuale
- MVP Coppa di Serba: 1

Partizan Belgrado: 2012